# Orvar Lindwall
Lars Orvar Martin Lindwall (Lund, 10 agosto 1941) è un ex schermidore svedese, vincitore di una medaglia d'argento ed una di bronzo ai campionati mondiali di scherma.